# در پشتی به جهنم
در پشتی به جهنم (انگلیسی: Back Door to Hell) فیلم اکشن با بازی جک نیکلسون به کارگردانی مونتی هلمن می‌باشد که در سال ۱۹۶۴ منتشر شده‌است.